# Messier 107
Messier 107 (również M107, NGC 6171) – gromada kulista w gwiazdozbiorze Wężownika odkryta przez Pierre'a Méchaina w kwietniu 1782, oraz niezależnie 12 maja 1793 przez Williama Herschela, który skatalogował ją jako H VI.40. Herschel zaobserwował również jako pierwszy pojedyncze gwiazdy w gromadzie. Nie jest widoczna gołym okiem, lecz można ją dostrzec za pomocą lornetki lub małego teleskopu.
M107 nie znalazła się w opublikowanej wersji katalogu Messiera. Dodała ją Helen Sawyer Hogg w 1947 razem z M105 i M106.
M107 znajduje się w odległości około 21 tys. lat świetlnych od Ziemi i zbliża się z prędkością 147 km/s. Średnica gromady wynosi około 80 lat świetlnych. Gromada zawiera tysiące gwiazd skoncentrowanych w rejonie o średnicy wynoszącej tyle co ośmiokrotna odległość Słońca od najbliższej gwiazdy Proxima Centauri, w tym około 25 gwiazd zmiennych. W odróżnieniu od innych gromad kulistych M107 zawiera kilka ciemnych obszarów. Zawartość metali jest średnia.